# Marion Zoller
Marion Zoller (Munich, Alemania, 8 de enero de 1968) es una nadadora retirada especializada en pruebas de estilo espalda y estilo combinado. Consiguió una medalla de bronce durante el Campeonato Europeo de Natación de 1991 en la prueba de 200 metros estilos.
Representó a Alemania en los Juegos Olímpicos de Barcelona 1992.

## Palmarés internacional
| Campeonato Europeo de Natación | Campeonato Europeo de Natación | Campeonato Europeo de Natación | Campeonato Europeo de Natación |
| Año                            | Lugar                          | Medalla                        | Prueba                         |
| ------------------------------ | ------------------------------ | ------------------------------ | ------------------------------ |
| 1991                           | Atenas (Grecia)                | Medalla de bronce              | 200 m estilos                  |